# Klein-Altenstädten
Klein-Altenstädten bildet zusammen mit Aßlar einen gemeinsamen Ortsbezirk der Stadt Aßlar im mittelhessischen Lahn-Dill-Kreis. Der Ortskern des im Vergleich zu Aßlar wesentlich kleineren Ortes ist der Backhausplatz. Dieser befindet sich im bergabwärts gelegenen Teil des Ortes nahe dem Ufer der Dill. Die Einwohnerzahl Klein-Altenstädtens beträgt rund 1000 Einwohner.

## Geografie
Aßlar und somit auch Klein-Altenstädten liegen im Lahn-Dill-Bergland in den Ausläufern des Westerwaldes. Der Ort selbst liegt in einem kleinen Bergtal, das sich zur Dill hin absenkt.
Klein-Altenstädten liegt südlich vom Zentrum Aßlars, mit dem es einen gemeinsamen Ortsteil bildet. Getrennt sind Aßlar und Klein-Altenstädten durch den Fluss Dill, der von einer modernisierten Steinbrücke, der sogenannten Dillbrücke, überquert wird. Diese bildet die einzige verkehrsbezogene direkte Verbindung der Orte Aßlar und Klein-Altenstädten.

## Geschichte

### Ortsgeschichte
Klein-Altenstädten ist bedeutend jünger als Aßlar. Der Ortskern des kleinen Ortes entstand einst als Bergarbeiter- und Industriesiedlung. Klein-Altenstädten konnte sich nicht klar als eigenständiges Dorf vom nahen, bevölkerungsmäßig größeren Aßlar loslösen, jedoch hatte Klein-Altenstädten in der Vergangenheit eine eigene Schule und eine eigene Kirchengemeinde. Daher leitet sich der Anspruch der Bewohner ab, als eigenständiger Ortsteil gesehen zu werden. Es bildete jedoch nur eine eigene Gemarkung innerhalb Aßlars. Im November 1978 erhielt Aßlar das Recht, die Bezeichnung Stadt zu führen.
Im Zuge der Gebietsreform in Hessen wurde Ortsbezirke eingeführt. Für Klein-Altenstädten wurde nach zähem Ringen 2016 ein eigener Ortsbezirk errichtet. Statistisch wird Klein-Altenstädten zur Kernstadt gezählt.

### Beziehung von Aßlar und Klein-Altenstädten
Die Grenze zwischen Aßlar und Klein-Altenstädten markiert die Dill. In diesem Bereich befindet sich das Gewerbegebiet Aßlar wie auch das neue Rathaus der Stadt Aßlar. 
Oft kam es zwischen Aßlarern und Klein-Altenstädtern zu Auseinandersetzungen, die in früheren Zeiten bis vor die Gerichte gingen. Klein-Altenstädten versuchte, seine Unabhängigkeit als Ortsteil zurückzuerlangen, konnte dies aber nicht durchsetzen. Auf der anderen Seite bildete erst die Verschmelzung von Aßlar und Klein-Altenstädten die Grundlage für den Erwerb der Stadtrechte im Jahre 1978, da nicht nur die Stadt insgesamt, sondern auch die „Kernstadt“ eine gewisse Einwohnerzahl aufweisen musste.

### Sprachliche Besonderheiten
Wie alle Orte in der Umgebung haben auch Klein-Altenstädtens Einwohner einen eigenen Dorfnamen. Klein-Altenstädten ist das Kietzenest und bei den Einwohnern handelt es sich um die Kietzeleu. Die Frauen sind die Kietzeminscher, Männer werden als Kietzeminner bezeichnet.
Die Bezeichnung entstand zu der Zeit, als in der Grube Fortuna in Oberbiel noch Erz abgebaut wurde. Dieses wurde von den Klein-Altenstädtern mit Körben (sog. Kietzen), die auf dem Rücken transportiert wurden, nach Aßlar und Wetzlar zur weiteren Verhüttung gebracht. So trugen die Kietzeleu zur Versorgung der Aßlarer mit Erz bei.

## Politik
Für Klein-Altenstädten besteht ein Ortsbezirk (Gebiete der Gemarkung Klein-Altenstädten) mit Ortsbeirat und Ortsvorsteher nach der Hessischen Gemeindeordnung.
Der Ortsbeirat besteht aus fünf Mitgliedern. Bei den Kommunalwahlen in Hessen 2021 betrug die Wahlbeteiligung zum Ortsbeirat 45,01 %. Dabei wurden gewählt: ein Mitglied der CDU, drei Mitglieder der „Unabhängigen Bürgerliste Klein-Altenstädten“ (UBK) und ein Mitglied der „freien Wählergmeinschaft“ (FWG). Der Ortsbeirat wählte Rosa Califano-Schlier (CDU) zur Ortsvorsteherin.

## Sehenswürdigkeiten

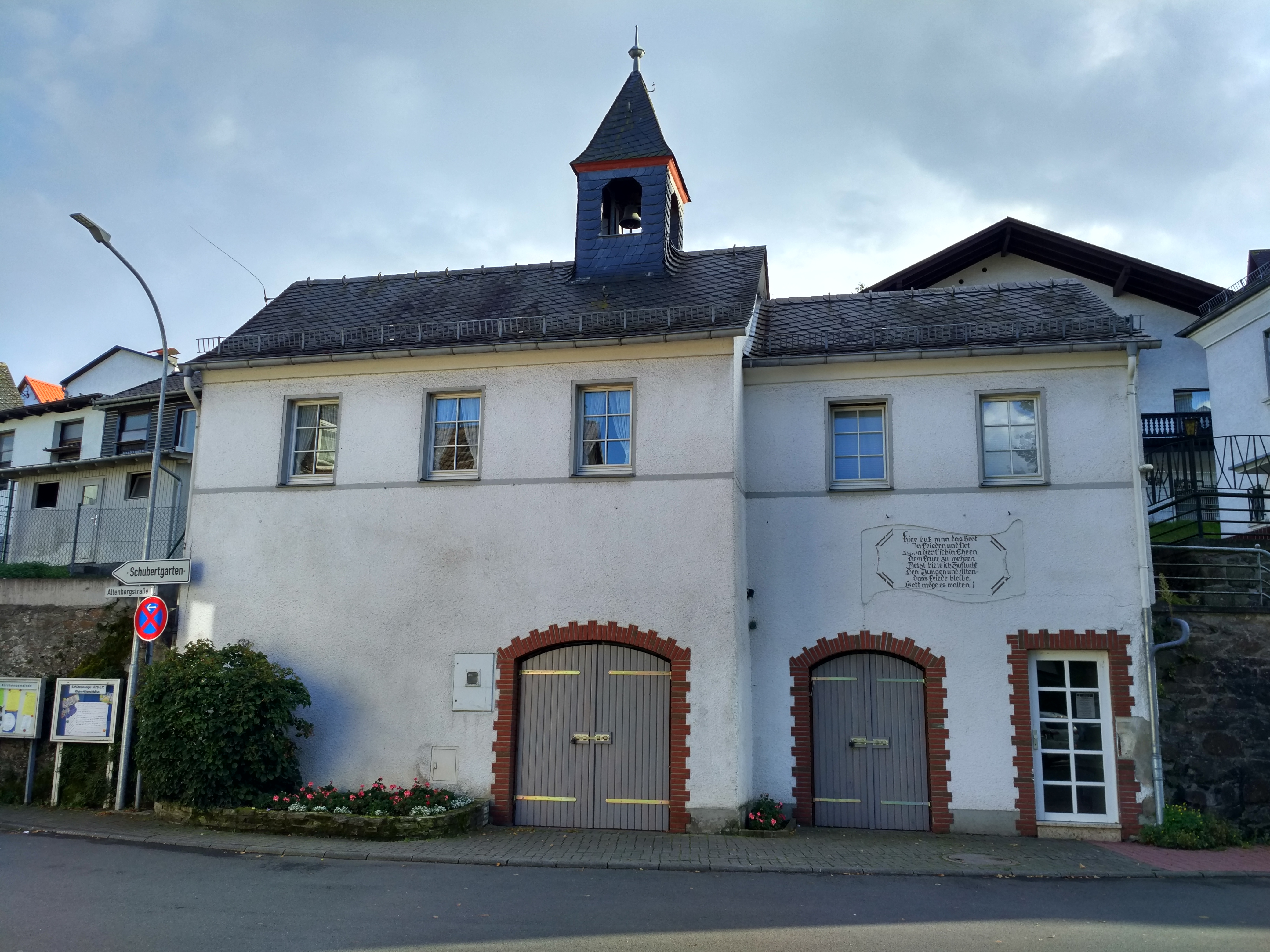
Altes Backhaus